# Народна банка на Република Северна Македония
Народната банка на Република Северна Македония (на македонска литературна норма: Народна банка на Република Северна Македонија), съкратено НБРСМ, е централната банка на Северна Македония.
Седалището на банката е в столицата Скопие. От 22 май 2018 г. управител на банката е Анита Ангеловска-Бежоска.